# 奧爾特峰
46°46′00″N 9°22′47″E / 46.7667°N 9.3798°E

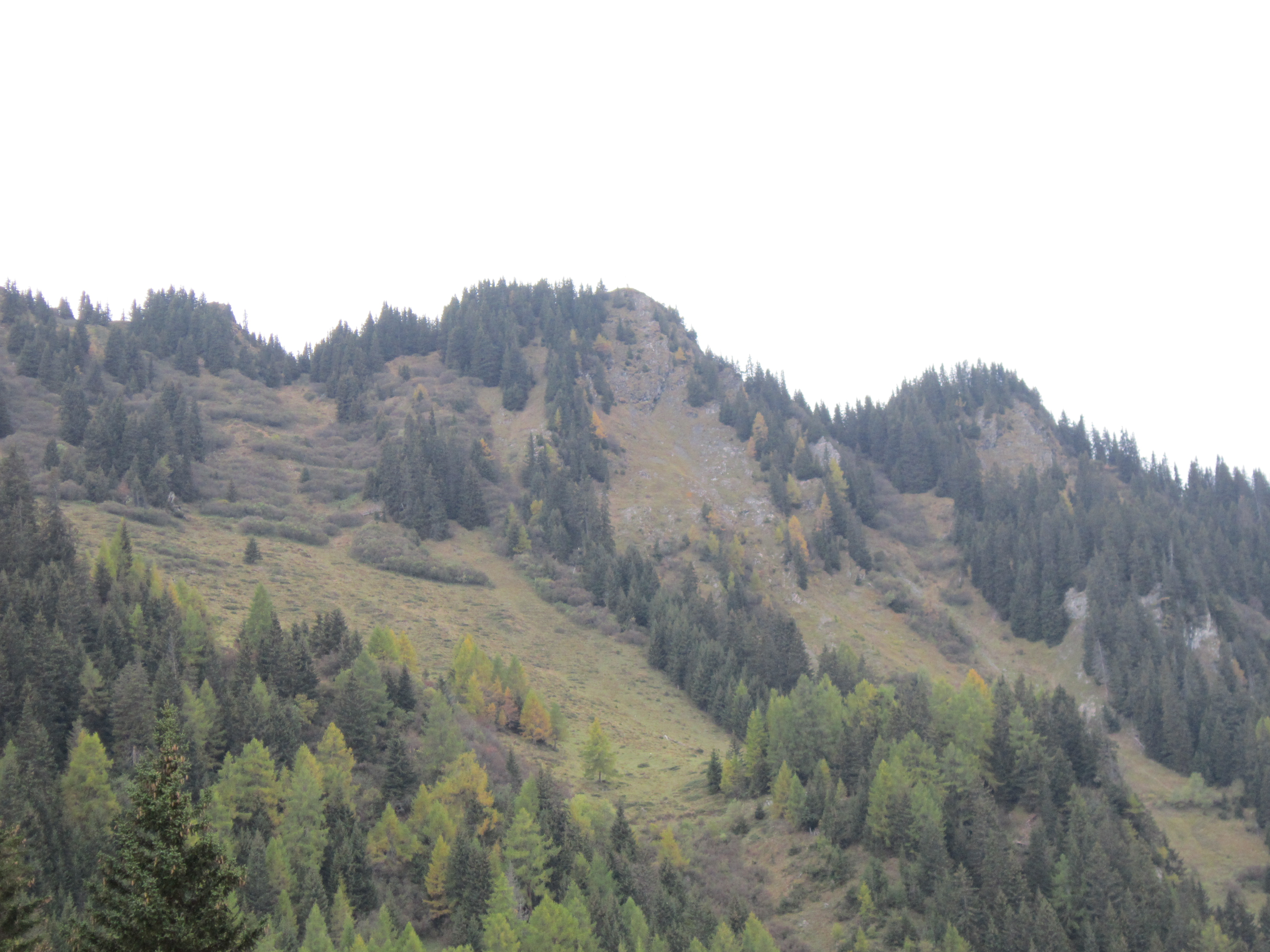

奧爾特峰（Crest Ault），是瑞士的山峰，位於該國東南部，由格勞賓登州負責管轄，屬於阿爾布拉山脈的一部分，距離庫特峰0.3公里，海拔高度1,942米，每年平均降雨量1,929毫米。